# Scholastique de Champagne
Scholastique de Champagne (vers 1170-1219), est la fille de Marie de France et de Henri Ier, comte de Champagne.

## Mariage et descendance
Elle épouse vers 1183 Guillaume IV, comte de Mâcon. La chanson de geste Girart de Vienne, composée par un Champenois, a pu être écrite à l'occasion de ce mariage, Guillaume ayant conservé le titre de comte de Vienne comme son père Girart ou Géraud, comte de Vienne et de Mâcon. Scholastique apporte en dot des terres, ainsi que des revenus provenant des foires de Bar-sur-Aube.
Ils ont eu les enfants suivants :
1. Géraud II de Mâcon ; il épouse en 1220 Guigonne de Forez (morte en 1240). Leur fille Alix hérite du comté de Mâcon, à la suite de la mort la même année en 1224 de Guillaume IV et de son fils Géraud II sans descendance masculine. Elle sera la dernière comtesse de Mâcon et la dernière comtesse de Vienne ;
2. Henri, seigneur de Montmorot (mort en 1233) ;
3. Guillaume, chanoine de Besançon ; il quitte les ordres pour épouser Agnès de Ferrette. Il meurt en 1233 ;
4. Béatrice, qui épouse en 1219 Hugues de Neublans, seigneur d'Antigny (1200-vers 1243).

## Mort et sépulture
En 1218 Scholastique choisit l'abbaye cistercienne du Miroir en Bourgogne pour être inhumée et lui lègue une rente perpétuelle à prendre sur les revenus qui lui venaient des foires de Bar-sur-Aube. Elle y sera enterrée en 1219.